# الانتخابات الرئاسية الصومالية 2012
انتخابات الرئاسة الصومالية 2012 هي انتخابات رئاسية جرت في 10 سبتمبر 2012، في الصومال، لانتخاب رئيس الصومال.
فاز بالانتخابات حسن شيخ محمود.